# 森永奈緒美
森永 奈緒美（もりなが なおみ、1964年〈昭和39年〉3月12日 - ）は、日本の女優。神奈川県伊勢原市出身。神奈川県立大磯高等学校卒業。既婚。

## 来歴・人物
二人姉妹の長女。
真田広之の主演映画『吼えろ鉄拳』に出演できるという一般オーディション合格を経て、1981年にジャパンアクションクラブに11期生で入団。
1984年から1年間演じた『宇宙刑事シャイダー』のアニー役での、ミニスカートのコスチューム姿でハードなアクションを披露して注目を集めた。
1990年代に入ると活動の主な舞台をVシネマやヘアヌード写真集に移していた。
1998年に引退。
2014年、Vシネマ作品『宇宙刑事シャイダー NEXT GENERATION』で女優復帰。

### エピソード
- 最初のオーディションを受けたのは、真田広之ファンの友人に誘われてのことであったが、友人は落選し自分は合格した。当時はジャパンアクションクラブがどういうところかも知らず、空手も体操もやったことが無かったという[3]。
- 一時期、千葉真一の付き人をしていたことがあった。それまで付き人だった渡洋史が『宇宙刑事シャリバン』の主演になって千葉の元を離れたため、その後任という形だった[3]。
- 『宇宙刑事シャイダー』のアニー役は、事務所から「行ってくれ」と言われて行ったらこれが衣装合わせで、そこからどんどん話が進んで行って決まったものだったという[8]。この理由について『シャイダー』の監督の一人、澤井信一郎には「この辺で大学生くらいの特撮マニアやおたくと言われる人を視聴者として引き込みたかった」からと言われている[8]。『シャイダー』撮影時に、森永本人の運転が未熟で、アニーの愛車の黄色いRX-7をよくぶつけた[9]。アクション時の「ミニスカートからのパンチラ」が話題になったが、森永本人はとてもイヤだったと愚痴をこぼしている[9]。なお、この時にはいていたアンダースコートの色は最初白だったが、目立つからという理由で衣装を黄色主体のものに変えたのを機にアンダースコートも黄色に変えている[8]。
- シャイダー撮影時に膝によく傷を作り、治ってはまた作ってを繰り返していたために膝が大きくなって、小島憲子（「シャイダー」のギャル4役）らに「膝ブッチャーだったよね」と言われたことがある。また、そのためにストッキングによく伝線が出来て、それがそのまま映っていたことがあった[8]。
- 「自分はJACの同期の中で1、2位を争う落ちこぼれだったと思っている」とも話している[8]。
- プレイステーション2用ゲーム「宇宙刑事魂」（2006年 バンダイナムコ）では引退していたため、宇宙刑事アニーは仲田真紀子が演じた。
- 俳優引退後は当時の関係者とも疎遠になっていたが、宇宙刑事シリーズでマリーンを演じていた名代杏子および宇宙刑事シャイダーに子役で出演していた水島よう子（当時は本名の渡辺恭子）[10]と偶然再会したことがVシネマへの出演に繋がり、俳優として復帰するきっかけになった[11]。

## 出演

### テレビドラマ
- スーパー戦隊シリーズ
  - 太陽戦隊サンバルカン 第29話「美剣士白バラ仮面」（1981年8月29日、テレビ朝日・東映） - 赤バラ仮面 役[注釈 2]
  - 大戦隊ゴーグルファイブ 第22話「呪い人形の襲撃」（1982年7月3日、テレビ朝日・東映） - フランス人形 役[注釈 3]
- 影の軍団II 第23話「魔の振袖御殿」（1982年3月9日、関西テレビ / 東映）- 大奥くノ一五人衆・金役
- 柳生十兵衛あばれ旅 （1983年、テレビ朝日 /東映）
  - 第14話「燃える女の館」（1984年1月18日） - 秋姫 役
  - 第24話「古城の謎を見た女」（1984年4月12日）
- 素晴らしきサーカス野郎（1984年1月4日、日本テレビ系）
- メタルヒーローシリーズ
  - 宇宙刑事シャイダー（1984年 - 1985年、テレビ朝日・東映） - アニー 役
  - 時空戦士スピルバン （1986年 - 1987年、テレビ朝日・東映・旭通信社） - ヘレン役（ヘルバイラとヘレンレディの声も担当）
- 必殺仕事人V 第6話「りつ、減量する」（1985年2月15日、朝日放送・松竹） - おはる 役
- スーパーポリス （1985年、近藤照男プロダクション・TBS） - 山口ユミ 役
- 12時間超ワイドドラマ 徳川風雲録 御三家の野望（1986年1月2日、テレビ東京、東映）- むささびのお麻 役
- 水曜ドラマスペシャル（TBS）
  - 「おかしな探偵シリーズ 京都映画村ミステリー旅行」（1986年8月13日）
  - 「それゆけ孔雀警視」（1987年4月22日）
- 太閤記（1987年1月1日、TBS・東映）
- 月曜ドラマランド「女だらけ〜お姉ちゃん5人の恐怖のいじめにカケフ君タジタジ! ボクもうこんな家いやだ!〜」（1987年7月13日、フジテレビ）
- 必殺剣劇人 第6話「しゃらくせえ!」（1987年9月11日、朝日放送・松竹） - お景 役
- 妻そして女シリーズ19 心霊ドラマスペシャル2 「血の花」（1987年7月20日～7月31日、毎日放送）
- 徳川家康（1988年１月１日、TBS）-  徳姫 役
- 暴れん坊将軍III 第34話「男無用のつっぱり十手！」（1988年9月3日、テレビ朝日・東映） おまさ 役
- お待たせ必殺ワイド 仕事人vs秘拳三日殺し軍団 主水、競馬で大穴を狙う!? （1988年9月30日、朝日放送・松竹）- 平尾真弓 役
- 秋のドラマSP「南野陽子のおかしなおかしな大脱走」（1988年10月5日、TBS）
- 秋の時代劇SP「子連れ狼 冥府魔道の刺客人 母恋し大五郎絶唱！」（1989年10月5日、テレビ朝日）
- 風雲!真田幸村 （1989年、テレビ東京・東映） - 望月六郎 役
- 月影兵庫あばれ旅 第1シリーズ 第10話「おれは盛岡には来なかった」（1989年12月8日、テレビ東京・松竹） くノ一・蘭 役
- ご存知!旗本退屈男Ｖ甲府城に渦巻く暗雲！妖艶くノ一忍者と虚無僧軍団！謎の花嫁御殿！！ （1990年10月6日、テレビ朝日・東映） おみつ 役
- 金曜スペシャル 売春捜査官1 「マイルド」（1990年12月7日、TBS）
- 土曜ワイド劇場「こちら名探偵 出血奉仕・消えたエリート医師」（1991年2月16日、テレビ朝日）
- 幕府お耳役檜十三郎 第3話「紫袱紗に包まれた謎」（1991年4月21日、テレビ東京・松竹）
- 鞍馬天狗  第31話「艶やかな女 怨みの魔剣」（1991年5月12日、テレビ東京・松竹） 小染 役
- 月曜ドラマスペシャル（TBS）
  - 不連続爆破事件（1991年5月13日） - 小谷美和子 役
  - 西村寿行サスペンス 徳田刑事シリーズ2 「追跡のオホーツク」（1994年7月25日） - 高級クラブのママ 役
- さすらい刑事旅情編V 第18話「信州白馬雪山の殺意・不倫を目撃した女」（1993年2月24日、テレビ朝日） - 服部公美子 役

### 映画
- 吼えろ鉄拳（1981年8月8日、東映）- 女子高生 役  ※デビュー作[注釈 4]
- 伊賀野カバ丸（1983年8月6日、東映） - 野々草香 役
- 宇宙刑事シャイダー（1984年、東映） - アニー 役
  - 劇場版 宇宙刑事シャイダー（1984年7月14日）
  - 宇宙刑事シャイダー 追跡! しぎしぎ誘拐団（1984年12月22日）

「東映まんがまつり」の一編として上映。

- コータローまかりとおる!（1984年8月4日、東映） - 秘書 役 ※ノンクレジット
- 必殺4 恨みはらします（1987年6月6日、松竹） - 小姓 役
- 極道の妻たち 最後の戦い（1990年6月2日、東映） - 柳井涼子 役
- 江戸城大乱（1991年12月14日、東映） - 御台所 役
- リング・リング・リング 涙のチャンピオンベルト（1993年5月8日）
- 仮面ライダーZO（1993年4月17日、東映ビデオ・バンダイ） - 玲子師範代 役

「東映スーパーヒーローフェア」の一編として上映。

### 演劇
- ゆかいな海賊大冒険 （1982年・1983年・1984年） - パキータ（ペパロニの娘で侍女） 役
- リング・リング・リング（1991年、作・演出・つかこうへい） -　デビル奈緒美 役
- 幻法大阪城 〜怨霊たちの鎮魂歌～（2016年4月24日） -　柳生茜 役

### オリジナルビデオ・DVD
- 東映スーパーギャルズメイト 特撮ヒロインのすべて（1986年9月10日)
- OL仕置人・愛と復讐の48時間（1991年2月2日）
- エンジェルターゲット 殺戮天使（1991年3月10日）※DVD発売は2004年7月22日
- レディハンター 殺しのプレリュード (1991年12月21日)
- スーパーヒロイン図鑑・メタルヒーロー篇 （1992年8月、東映ビデオ）※DVD発売は2001年12月
- 闘龍伝（サトウトシキ監督） - 魔姫ひとみ 役
  - 闘龍伝（1995年2月10日） ※DVD発売は2007年10月26日
  - 闘龍伝2（1995年6月2日） ※DVD発売は2007年10月26日
- 虜-TORIKO-（1995年3月24日）- 主演・名島瑤子 役 ※DVD発売は2004年5月7日
- 関西無敵会（タキ・コーポレーション） 
  - 関西無敵会（1995年5月5日）
  - 関西無敵会2（1995年10月6日）
- 女飼い（1995年6月21日）- 兼村由美子 役
- 江戸むらさき特急（1995年7月21日）- 女ねずみ小僧 役
- NINE-ONEⅡ　魔獣都市（1996年7月26日）
- 時空戦士スピルバン 総集編（1996年9月）
- 妖女伝説セイレーン4（1996年10月25日） ※DVD-BOX発売は2001年6月22日
- 宇宙刑事シャイダーメモリアル（2014年10月10日） - オーディオ・コメンタリー（ナレーター）[12]
- 宇宙刑事シャイダーNEXT GENERATION（2014年11月7日）- アニー 役[13]

### バラエティ
- 鶴太郎のテレもんじゃ（日本テレビ）
- ガムシャラ十勇士（日本テレビ）
- クイズ!!体にいいTV（日本テレビ）
- '86オールスター秋の番組対抗 スポーツ大将スペシャル（1986年9月23日、テレビ朝日）
- 西城秀樹 4973kmフィリピン大冒険 (テレビ東京、1990年4月23日)

### CM
- ティーアップゴルフ（1987年）
- 新グロモント（1988年）

### 写真集
- 夢・翔・女 〜 宇宙船別冊スーパー・ギャルズ・コレクション '84 東映円谷特撮ヒロイン写真集〜　(1984年6月15日、朝日ソノラマ)
- NAOMI（1987年9月30日、近代映画社）ISBN 4764814587 撮影：小玉敏勝
- 森永奈緒美写真集 NAOMI 近映文庫（1988年2月25日発行、近代映画社) 撮影：小玉敏勝
- NAOMI:2（1990年9月15日、近代映画社）ISBN 4764816563 撮影：小玉敏勝
- ダブルフェイス森永奈緒美（1994年6月、浪漫新社）ISBN 4847023625 撮影：会田我路
- ビター＆スイート（1996年1月、スコラ）ISBN 4796203605 撮影：井ノ元浩二
- 森永奈緒美写真集 女優シリーズ Act.2（1999年4月、ぶんか社）ISBN 4821122774 撮影：会田我路
- N・M・D・C（2001年7月、ぶんか社）ISBN 4821123835 撮影：会田我路
- 森永奈緒美写真集 W FACE/ダブルフェース 可憐な女優の顔とインモラルな夜の女の顔、どちらも私です！(KAWAII!!レーベル) (2016年2月、Amazon Kindle) 撮影：会田我路※1994年6月発売の同名写真集の再編集版

### CD-ROM
- 森永奈緒美/ダブルフェイス W FACE (1994年、ジャニス)
- 森永奈緒美/Naomi Morinaga EDITING DESIGN SIMULATION GAME (1994年、ジャニス)
- 森永奈緒美写真館〜BITTER&SWEETより〜 (1996年、インナーブレイン)

### イメージビデオ
- 森永奈緒美/一人歩き (1988年10月6日、大陸書房)
- GARO-SCANDAL HOW TO ヘア・ヌード写真術/森永奈緒美×会田我路 (1994年8月、明文社）ISBN 4895521850※LD版も発売
- 森永奈緒美/ダブルフェイス W FACE (1994年10月、JVD)
- 森永奈緒美/エモーション EMOTION (1996年3月、JVD)
- 森永奈緒美/プライベート・ヴァケーション PRIVATE VACATION (1996年4月、リーガル出版）ISBN 489803084X

### 歌
- アニーにおまかせ（コロムビア「宇宙刑事シャイダー・ヒット曲集」収録）
- かなしみのヘレン（コロムビア「時空戦士スピルバン・ヒット曲集」収録）

### ゲーム
- メガCD用ゲームソフト『仮面ライダーZO』(1994年5月13日、東映ビデオ)